# Palatele Status-ului romano-catolic din Cluj-Napoca
Palatele Status-ului romano-catolic din Cluj-Napoca este un ansamblu de monumente istorice aflat pe teritoriul municipiului Cluj-Napoca. Ansamblul este format din două monumente, (cod LMI CJ-II-a-A-07383.01, cod LMI CJ-II-a-A-07383.02).

## Istoric
Istoria clădirilor este legată de dezvoltarea străzii Iuliu Maniu, care până în secolul al XVII-lea se întindea doar până la strada Bolyai János, fiind extinsă până la Piața Mare abia în 1899. La acea vreme, arhidiaconul Gusztáv Groisz a propus construirea de noi case de locuit în același timp cu extinderea străzii. Din cauza acestui plan, cele patru case renascentiste care se aflau aici au trebuit să fie demolate. Casa Gyergyai era deținută de familia Frank Kis, care a folosit-o ca depozit de porțelan și sticlă. Celelalte două case au fost deținute de baronul István Radák și contesa Klára Rhédey. Acesta a fost atelierul de armurărie și mecanică al lui József Balogh. Lângă Palatul Bánffy se afla așa-numita Casă Tivoli, folosită de Orfelinatul Catolic. Această clădire a fost inițial proprietatea Bisericii Catolice, cele două case Radák au fost date orașului ca despăgubire pentru demolarea clădirilor din jurul Bisericii Sfântul Mihail, iar cea de-a patra a fost cumpărată de la moștenitorii lui Frank Small. În aprilie 1898, firma Hauszmann and Partners a început demolarea și apoi construcția.
Parterul palatelor neobaroce cu loggie închisă, proiectate de Ignác Alpár, a fost folosit pentru a deschide magazine elegante, în stil metropolitan, cu porticuri elegante. Pe acoperișurile celor două palate de colț, trei motive de clopot decorate cu trei cruci - făcând referire la Sfânta Treime - marcau caracterul și apartenența clădirilor. În colțul principal al aripii nordice au fost deschise birourile Companiei de Asigurări Generale Triesti, în timp ce la parter, magazinul de condimente al lui Jenő Haraszthy a atras gurmanzii. Până la lichidarea sa, fostul magazin a găzduit Banca de Economii de Stat (CEC). În această aripă a palatului a avut loc o expoziție numită Panorama lumii. Clădirea din sud a găzduit una dintre cele mai faimoase cafenele din oraș, Kikaker, ai cărei pereți erau decorați cu picturi Art Nouveau.